# Gavarilla ianuzziae
Gavarilla ianuzziae – gatunek pająka z rodziny skakunowatych i podrodziny Salticinae.

## Taksonomia
Gatunek ten opisany został po raz pierwszy w 2006 roku przez Gustava R.S. Ruiza i Antônia D. Brescovita na łamach „Revista Brasileira de Zoologia”. Jako lokalizację typową wskazano Usina Hidrelétrica de Xingó w Canindé do São Francisco w brazylijskim stanie Sergipe. Epitet gatunkowy nadano na cześć Luciany Iannuzzi, która odłowiła materiał typowy.

## Morfologia
Samce osiągają 3,45 mm długości ciała przy karapaksie długości 1,75 mm, a samice od 3,55 do 4,35 mm długości ciała przy karapaksie długości od 1,75 do 1,95 mm.
Karapaks jest wysoki, u samca ciemnobrązowy z lekkim upstrzeniem, biało owłosioną częścią głowową i parą białych pasków od oczu tylno-bocznych do jego tylnej krawędzi, u samicy zaś jasnobrązowy z biało owłosionymi bokami, brązowo owłosionym wierzchem i ciemnym pasem wzdłuż środka grzbietu zaczynającym się pomiędzy oczami tylno-bocznymi i sięgającym tylnej jego krawędzi. Gęste i długie owłosienie białej barwy porasta nadustek samicy. Beżowe u samca, a żółte u samicy szczękoczułki mają na przedniej krawędzi bruzdy cztery zęby. Barwa wargi dolnej, szczęk i sternum jest jasnobrązowa u samca, a żółta u samicy. Nogogłaszczki są żółte, u samca z wąskim, ciemnym paskiem po grzbietowej stronie. Kolejność par odnóży od najdłuższej do najkrótszej to IV, I, II, III u samca, natomiast u samicy pierwsza i druga para są jednakowej długości. Odnóża są żółte z jasnobrązowymi elementami.
Opistosoma (odwłok) samca jest z wierzchu ciemnobrązowa z ciemnobrązowym skutum i białym owłosieniem, a po bokach i od spodu kremowa. U samicy opistosoma jest z wierzchu ciemnobrązowa z parą kremowych kropek w przedniej połowie oraz dużymi jasnymi plamkami i czterema kropkami kremowymi w tylnej połowie, od spodu i po bokach zaś kremowa. Przednie kądziołki przędne są żółte, a tylne jasnobrązowe.
Genitalia samicy cechują się płytką płciową o pośrodkowo umieszczonym U-kształtnym przedsionku oraz wykrojonej tylnej krawędzi, a wulwą o blisko siebie umieszczonych spermatekach. Nogogłaszczki mają rozwidloną na dwie gałęzie z silnie rozwiniętymi, falistymi kolcami apofizę retrolateralną goleni, dłuższą niż u G. arretada apofizę wentralną goleni oraz większy niż u wspomnianego gatunku wyrostek przednio-boczny u nasady embolusa.

## Ekologia i występowanie
Gatunek neotropikalny, południowoamerykański, endemiczny dla stanu  stanie Sergipe w Brazylii. Zamieszkuje cechującą się półpustynnym klimatem formację caatinga.